# 장석화
장석화(張石和, 1945년 11월 10일~2018년 11월 14일)는 대한민국의 정치인이다. 제13·14대 국회의원을 지냈다.

## 학력
- 덕명국민학교 졸업
- 광천중학교 졸업
- 서울대학교 사범대학 부설고등학교 졸업
- 서울대학교 법과대학 법학 학사
- 서울대학교 사법대학원 법학 석사

## 경력
- 사법시험(10회)합격
- 영등포지원·서울민사지방법원 판사
- 춘천지방법원 속초지원장
- 변호사개업
- 제13·14대 국회의원
- 통일민주당 원내부총무
- 민주당 정무위원·대변인
- 국회 사법·노동위원
- 국회 사법위원장
- 국회 노동위원장
- 법무법인 효민 변호사

## 역대 선거 결과
|  | 30.64% |

|  | 41.74% |

|  | 34.69% |

## 가족 관계
- 배우자: 유춘실
  - 아들: 장재원, 장성원
  - 딸: 장진영

## 같이 보기
- 서울 영등포구의 국회의원
- 영등포구 갑